# Бої за Маріуполь (1919)
Бої за Маріуполь — бої, які тривали 19–27 березня 1919 року між Задніпровською дивізією Н .І. Махна і частинами Добровольчої армії генерала Денікіна.

## Історія
19 березня відбувся перший наступ Задніпровської дивізії, в ході якого війська батька Махна змусили супротивника тікати в місто, після довгої перестрілки під  містом відійшли  від міста. Це викликало велику паніку серед військ Добровольчої армії.
21 березня, зачитавши наказ по бригаді про настання в східному напрямку, Махно пояснив, що відразу Маріуполь взяти не вдалося і від нього довелося дещо відступити. Зараз відбувається передислокація військ і місто будуть брати 8-й і 9-й полки. Взяття його ускладнюється присутністю на рейді військових кораблів Антанти. Але Маріуполь, проте оточений з трьох сторін, і найближчими днями буде взято.
25 березня був другий наступ, і 27 березня місто було зайняте партизанами на чолі з батьком Махном.
Народ зустрічав їх радісно з привітаннями, в місті зразу ж був організований комітет підпільної партії комуністів-більшовиків, військово-революційний комітет і комісаріат народної радянської міліції.

Начальник 1-ї Задніпровської дивізії П. Дибенко телеграфував зі звільненого Маріуполя Раднаркому УРСР:
…В боях відзначилися 8-й і 9-й полки, артилерійський дивізіон, розбивши вщент противника, захопивши багату військову здобич. Стійкість і мужність полків була надзвичайною. При наступі полки обстрілювалися з боку противника і французької ескадри з 60 гармат. Попри згубний вогонь противника, полки йшли без пострілу до зіткнення з противником, після чого під командою мужнього командира 8-го полку, неодноразово відзначився в боях, т. Куриленко кинулися в атаку. Укріплення противника були взяті штурмом. Під час штурму, були втрати: 18 вбитих, 172 поранених. Противник перекинутий був у море. Ці славні полки без відпочинку знову перейшли в наступ. Прошу нагородження 8-го і 9-го полків, артилерійського дивізіону особливими Червоними прапорами та командира 8-го полку т. Куриленка орденом Червоного Прапора. Командиру 9-го полку т. Тахтамишеву і командирам батарей артилерійського дивізіону оголосити подяку. Захоплено понад 3 500 000. Пудів вугілля. Французька ескадра після пред'явленого нами ультиматуму спішно покинула порт. За один день з порту вивезено 300 тис. Пудів вугілля. Вантаження вугілля триває. Засоби поки відпущені. З дивізії потрібно терміново комісія для відряджання та розподілу вугілля. Захоплено два тральщики, які поспіхом наводяться в справність, мною тимчасово призначені на тральщику старшини, машиністи, трюмні кочегари, сигнальники, кермові та комендори, потрібні командири, механіки, штурман. При подальшому наступі козаки зі зброєю в руках здаються цілими сотнями. Наші частини підійшли впритул до Таганрога.
Самого Нестора Махно було нагороджено орденом Бойового Червоного прапора.
З 27-го — 28-го вночі почалися грабування, самочинні обшуки, з якими ревком був безсилий боротися, не маючи у своєму розпорядженні збройної сили.

## Втрати

### Добровольча армія
- Питік Іван. Унтер-офіцер Окремого корпусу жандармів. Убитий навесні 1919 року.
- Регір Петро Петрович. Розстріляний 4 травня 1919 року в Маріуполі

### РПАУ
- Невідомий махновець 20 березня 1919 року
- 27 березня 1919 року Дегтяр Сергій Павлович 17 років уродженець села Захарівка Маріупольського повіту.
- 27 березня Росний Матвій 26 р. боєць 7-ї роти 8-го Задніпровського полку[7].